# Comtat de Bassigny

Els pagi borgonyons al

El «Pagus Bassianensis», que formava part de la Civitas Lingonum (territori dels lingons que correspon grosso modo a la diòcesi de langres) ja era conegut en temps de Juli Cèsar, com a lloc de passatge natural segur cap a Germània, i com a zona fèrtil on instal·lar un campament militar. Les vies romanes Lió-Trèveris i Langres-Naix passen de ple pel Bassigny.

## Història

### Sota els Merovingis
Després de la caiguda de l'imperi romà i les grans invasions del segle v, el territori fou ocupat pels Alamans. Després va ser integrat al regne dels Burgundis, que van ocupar Langres cap al 460, fins que fou annexat al regne dels Francs merovingis, el 534. Entre temps, els francs renans van portar la seva emigració fins a les portes de Langres, cap al 485/486.
El pagus estava situat a la frontera de les diòcesis de Langres i de Toul, i era per tant un límit entre les províncies de Lió i de Trèveris. Aquesta fractura major de l'Occident medieval va donar al territori una situació de confins, del qual la història ens ha deixat com a testimoni el famós tractat d'Andelot.
Al segle vii, el Bassigny va pertànyer a Gondoí (o Gonduí, ? vers 656), senyor de l'Ornois (una part del Bassigny), del Bolenois i del Barrois i pare de Santa Salaberga i de Bodó Leudí, bisbe de Toul. El clan Wulfoald/Gunduinides eren un dels principals adversaris dels pipínids.

### Domini carolingi
Al segle viii sant Gengul (702 - ? 760) fou un dels principals barons de Bourgogne. Certs historiadors pensen que ell i Gondoí tenien una relació genealògica.
En el moment del tractat de Verdun, el 843 es produeix la primera menció del comtat de Bassigny; Lotari I va rebre dins la seva part, el Bolenois, el Bassigny i el Barrois. Aquests tres territoris no haurien format més que un sol comtat. En aquests temps, l'historiador Maurice Chaume informa que el Bassigny va passar a les mans d'una línia de la qual els il·lustres avantpassats serien Donat I de Melun (vers 790 - ? després de 858/abans de 871), que va ser comte i missus dominicus a la província de Sens, i la seva dona Landrade de París, filla del comte Bigó de París. Els diversos repartiments que van seguir continuen sent força foscos en relació als límits territorials, però aquests tornen a ser més clars amb l'adveniment dels Dinastia Otoniana a Lotaríngia.
Després de la creació del ducat de Borgonya a partir del 880, amb el seu cap el duc Ricard el Justicier, el comtat va ser annexat al ducat. Al mateix temps, va haver de sofrir dels raids nromands, que van destrossar la regió fins al 925. Després va venir el conflicte entre Hug el Gran i Hug el Negre. Volent aquest primer senyor apoderar-se de Borgonya, va ocupar el Bassigny sense dificultat, i va assetjar Langres (936). El comtat va tornar per a poc temps a Hug el Negre en resposta a un tractat de pau, però la lluita es va reprendre i Hug el Gran va acabar obtenint tot el ducat.
El 941, Roger II de Laon obtingué el Bassigny en benefici, i per aliança de la qual diverses hipòtesis han estat exposades. Després el 961, el seu fill Hug va donar, en presència del rei Lotari I de França (qui acabava d'assetjar Dijon per posar-la en mans d'Otó), a petició de la reina Gerberga i el comte Renald de Roucy, de la curtis de la població de Condes per ser inhumat a sant Remigi de Reims i va llegar la Val-de-Rognon als canonges. Després morí el mateix any.

### Sota els Capets
Lambert De Bassigny (? 1031), últim descendent mascle i Bisbe de langres, hauria repartit els seus feus de Clefmont, Sexfontaines i Vignory amb els seus parents. És també l'origen d'un tronc comú entre el llinatge dels comtes amb les famílies feudals de Choiseul i de Nogent, que es van repartir el Bassigny.

## Els comtes de Bassigny

### Primera branca
- Gosselí I de Bassigny o Gozlí, Gozeló, etc. († 861), possible fill de Donat I, comte de Melun, del clan dels rorgònides i de Landrada filla de Bigó de París, comte de París.[7]

- Gosselí I de Bassigny o Gozlí, Gozeló, etc. († 861), seria el fill de Donat I, comte de Melun que es relaciona al clan dels Rorgònides, i de Landrada, potser filla de Bigó, comte de París. De línia carolíngia fou per tant un descendent de Carlemany.[8]

- Hug I de Bassigny (?-?), germà de l'anterior.[9]

- Hugues II de Bassigny (vers 852 - † 914)

- Gosselí II de Bassigny († v. 931) o Goscelmus (en llatí), Josselí, senyor que tenia possessions a Bassigny, va assistir al sínode celebrat a la catedral de Langres l'abril 906;[10] va esdevenir bisbe de langres el 922, i formà part dels que amb els comtes Garnier de Sens, Manassès de Dijon i el bisbe Ansegís de Troyes infligirin una severa derrota al normand Ragenold de Nantes, el 6 de desembre del 924 a Calaus mons que és potser Chalmont, entre Milly-la-Forêt i Barbizon o més aviat Chalaux, a la riba del riu del mateix nom, al Nièvre.[11]

- Hug III de Bassigny († després del 939) comte de Bassigny vers 906, i del Bolenois per matrimoni; era fill d'Hug II i germà de Gosselí II.

- Gosselí III († després del 940), fill del precedent,[12] que va ser comte del Bassigny i del Bolenois, i després també abat de Saints-Geosmes. El va heretar la seva filla.

### Segona branca
- Roger II de Laon († 942), va ser comte de Laon del 926 al 931, comte de Douai del 931 al 941, i després comte de Bassigny i Bolenois del 941 al 942 per matrimoni.

- Hug IV de Bassigny († 25 d'agost del 961), "consanguineus" (cosí) del rei Lothaire, va ser comte de Bassigny i de Bolenois, fill del precedent, enterrat a Sant Remigi de Reims.[13]

- Ricard (?-?), comte de Bassigny,[14] probablement el germà de Lambert de Bassigny o de Clefmont († 1031), bisbe de Langres de 1016 a la seva mort.[15]

- Roger (?- ? 1005), comte o vescomte de Bassigny.[16]

- Al ducat de Borgonya.